# Station Miasteczko Śląskie Żyglin
Station Miasteczko Śląskie Żyglin is een spoorwegstation in de Poolse plaats Miasteczko Śląskie.